# Aarhus község
Århus község (dánul: Århus Kommune) Dánia 98 községének (kommune, helyi önkormányzattal rendelkező közigazgatási egység) egyike. Aarhus község Odder, Skanderborg, Favrskov és Syddjurs községekkel határos. Lakosainak száma 361 544 fő (2023).
A 2007. január 1-jén életbe lépő közigazgatási reform nem érintette.

## Települések
Települések és népességük:
- Beder (4359)
- Borum (375)
- Elev (808)
- Harlev (3474)
- Hjortshøj (2795)
- Hårup (737)
- Lisbjerg (769)
- Lystrup (9660)
- Løgten (5993)
- Malling (3440)
- Mejlby (298)
- Mundelstrup (449)
- Mårslet (4327)
- Ormslev (321)
- Sabro (2421)
- Solbjerg (3107)
- Spørring (893)
- Stavtrup (3709)
- Studstrup (868)
- Todbjerg (220)
- Trige (2631)
- Århus (290598)

### Külső hivatkozások
- Hivatalos honlap Archiválva 2005. május 20-i dátummal a Wayback Machine-ben (dán, angol, német)